# Gaston Behaghel de Bueren
Pour les articles homonymes, voir de Bueren.
Le chevalier Gaston-Eugène-Ernest-Marie-Ghislain Behaghel de Bueren, né le 15 mars 1867 à Anvers et mort le 1er mars 1938 à Gand, est un homme politique belge.

## Mandats
- Conseiller communal de Gontrode : 1895
- Échevin de Gontrode : 1896-1900
- Conseiller communal de Ruien : 1900-1921
- Bourgmestre de Ruien : 1900-1921
- Conseiller provincial de Flandre-Orientale : 1900-1912
- Membre de la Chambre des représentants de Belgique par l'arrondissement d'Audenarde : 1912-1919
- Sénateur par l'arrondissement d'Audenarde-Aalost : 1919-1921

## Sources
- P. Van Molle, Het Belgisch parlement, p. 12.
- Fiche bio sur ODIS

- Ressource relative à plusieurs domaines :   - ODIS